# Yuya Maeta
Yuya Maeta (jap. 前田祐也 Maeta Yuya; ur. 19 lutego 1994) – japoński zapaśnik walczący w stylu klasycznym. Zajął czternaste miejsce na mistrzostwach świata w 2018. Brązowy medalista mistrzostw Azji w 2023; piąty w 2018 roku.